# Batocarpus amazonicus
Batocarpus amazonicus är en mullbärsväxtart som först beskrevs av Adolpho Ducke och som fick sitt nu gällande namn av Francis Raymond Fosberg.
Batocarpus amazonicus ingår i släktet Batocarpus och familjen mullbärsväxter. Inga underarter finns listade i Catalogue of Life.